# Megan Hodge
Megan Hodge (* 15. Oktober 1988 in Saint Thomas, Amerikanische Jungferninseln) ist eine US-amerikanische Volleyballspielerin. Sie gewann 2012 die olympische Silbermedaille.

## Karriere
Hodges Eltern Michael und Carmen waren Volleyball-Nationalspieler der Amerikanischen Jungferninseln. Sie selbst begann ihre sportliche Karriere jedoch mit Seilspringen und nahm 2002 an der Weltmeisterschaft in dieser Disziplin teil. An der Riverside High School in Durham (North Carolina) kam sie dann zum Volleyball. Mit den US-amerikanischen Junioren gewann die Außenangreiferin 2004 die NORCECA-Meisterschaft. Im folgenden Jahr nahm sie an der U20-Weltmeisterschaft teil. Während ihres Studiums gehörte sie von 2006 bis 2009 zum Team der Pennsylvania State University. 2010 debütierte Hodge in der A-Nationalmannschaft, mit der sie den Grand Prix gewann. Nachdem sie zunächst in Puerto Rico bei Criollas de Caguas gespielt hatte, wechselte sie zur Saison 2010/11 zum italienischen Verein MC-Carnaghi Villa Cortese. 2011 wurde sie mit Villa Cortese italienischer Pokalsieger. International gelang ihr mit dem US-Team die Titelverteidigung beim Grand Prix sowie der Sieg bei der NORCECA-Meisterschaft. Außerdem erreichte die Nationalmannschaft den zweiten Platz beim World Cup. In der folgenden Saison spielte sie in Polen für Trefl Sopot. Mit dem Verein wurde sie polnischer Meister 2012. Die USA gewannen zum dritten Mal in Folge den Grand Prix. Anschließend nahm Hodge an den Olympischen Spielen teil und gewann die Silbermedaille. Nach dem Turnier wechselt sie nach Aserbaidschan zu Azerrail Baku.